# Évolution territoriale du Luxembourg

Les trois partitions du Luxembourg de 1659, 1815 et 1839.

Cet article présente l'évolution territoriale du Luxembourg, listant les modifications de la géographie politique du Luxembourg.
Le territoire luxembourgeois fut d'abord un comté, puis un duché. Après la révolution française, il fut annexé à la Première République dans un ensemble de départements, puis fut élevé au rang de Grand-duché et octroyé à titre privé à la maison d'Orange-Nassau (les souverains néerlandais), pour finalement devenir l'état luxembourgeois que nous connaissons aujourd'hui.
Il connut trois partitions majeures au cours de l'histoire du Luxembourg : en 1659, en 1815 et en 1839, avant d'aboutir aux frontières actuelles du pays.

## Vue d'ensemble
Créé à la fin du Xe siècle, le comté de Luxembourg n'est à l'origine qu'un territoire centré sur un château en ruine, mais stratégiquement situé sur une excroissance rocheuse. Au cours des siècles suivants, les comtes (puis ducs) de Luxembourg agrandissent leur domaine. À la fin du Moyen Âge, le duché du Luxembourg passe aux mains des Habsbourg. Il est finalement intégré dans les Pays-Bas en 1549.
Le Luxembourg est partitionné trois fois depuis 1659. Ces trois partitions réduisent le territoire du pays de 10 700 km2 aux actuels 2 586 km2 sur une période de 240 ans. Les parties perdues sont territoires des actuelles Allemagne, Belgique et France.
Les pays bordant le Luxembourg ont tous demandé ou effectué, à un moment ou un autre, l'annexion du pays, mais toutes ces tentatives ont échoué à plus long terme. Inversement, il a existé des mouvements historiques luxembourgeois réclamant le retour des territoires perdus, mais aucun n'est arrivé à ses fins et le revanchisme luxembourgeois n'est désormais plus qu'une opinion marginale.

## Chronologie générale

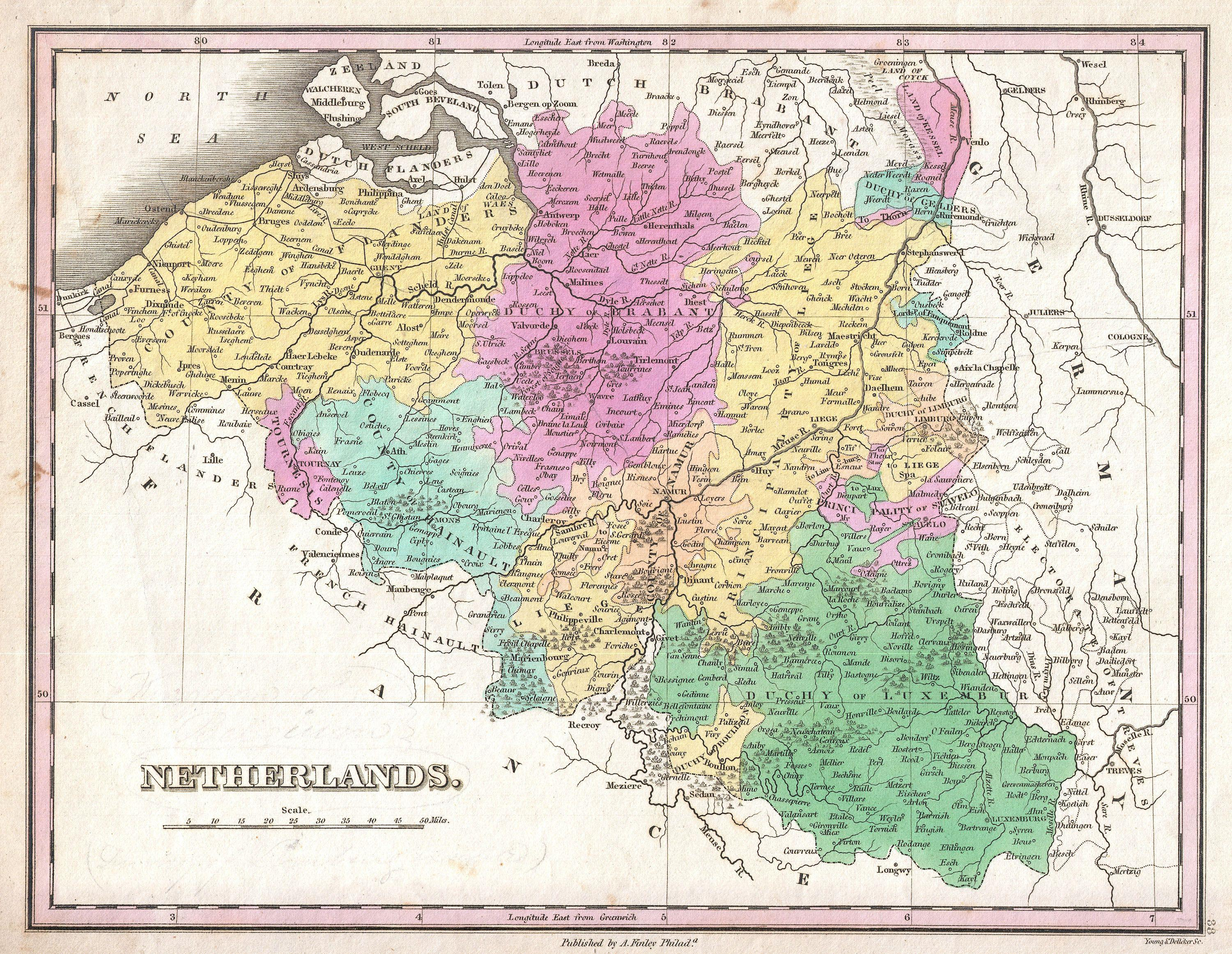
Les anciens duchés et principautés de l'époque médiévale furent abolis lors de l'annexion française de 1795, mais servirent de base à la création des « départements réunis », dont le département des Forêts.

### Comté de Luxembourg
- 963 : Fondation du comté de Luxembourg par Sigefroy, comte des Ardennes, après acquisition de terres appartenant à l'abbaye Saint-Maximin de Trèves et centrées sur les ruines du vieux fort romain Lucilinburhuc. Le fort est peu à peu reconstruit et la région se développe.
- 1139 : Henri IV de Luxembourg devient également comte de Namur.
- 1153 : Henri IV hérite des comtés de Durbuy et de La Roche.
- 1187 : Perte du comté de Namur par Ermesinde Ire au profit de Baudouin V de Hainaut, après conflit et arbitrage de l'Empereur.
- 1214 : Remariage d'Ermensinde Ire avec Waléran III de Limbourg ; elle reçoit en douaire le marquisat d'Arlon.
- 1264 : Henri V devient suzerain du comté de Vianden.
- 1337 : Jean Ier achète une première moitié du comté de Chiny.

### Duché de Luxembourg
- 1354 : Élévation au rang de duché par Charles IV, par intégration du comté du Luxembourg, du marquisat d'Arlon, des comtés de Durbuy et La Roche, des districts de Thionville, Bitburg et Marville, et probablement du comté de Vianden.
- 1364 : Venceslas achète la deuxième moitié du comté de Chiny.
- 1443 : Le duché passe sous contrôle de Philippe III, duc de Bourgogne et intègre de ce fait l'ensemble dit Pays-Bas bourguignons.
- 1482 : Le duché revient à Maximilien, futur empereur du Saint-Empire et archiduc d'Autriche.
- 1549 : Pragmatique Sanction, promulguée par Charles Quint et réorganisant les Pays-Bas bourguignons ; le duché de Luxembourg devient un membre intégral des Dix-Sept Provinces.
- 1555 : abdication de Charles Quint qui cède ses droits à son fils, Philippe, lequel hérite également de l'Espagne l'année suivante, d'où l'appelation de « Pays-Bas espagnols ».
- 1581 : Révolution des sept provinces du nord (majoritairement protestantes) lors de la Guerre de Quatre-Vingts Ans, qui se séparent des Pays-Bas espagnols et forment la république des Provinces-Unies.
- 1659: première partition par le traité des Pyrénées, qui met un terme provisoire au conflit franco-espagnol en octroyant au Royaume de France tout le « Luxembourg français », notamment les régions de Thionville et de Montmédy, soit 1 060 km2.
- 1684 : occupation française à la suite du siège de Luxembourg par les armées de Louis XIV.
- 1697 : Le traité de Rijswick rend le Luxembourg conquis par la France à Chrles II d'Espagne.
- 1715 : après la guerre de Succession d'Espagne, les Pays-Bas autrichiens espagnols reviennent à la branche autrichienne de la Maison de Habsbourg et forment les Pays-Bas autrichiens.
- 1793 : Première tentative d'annexion des Pays-Bas autrichiens à la France après la Révolution française, repoussée par l'armée impériale.
- 1795 : Annexion à la Première République française, création de départements français dont le département des Forêts qui regroupe une partie de l'ancien duché de Luxembourg et y adjoint d'autres territoires.

### Grand-duché de Luxembourg

Le Grand-duché de Luxembourg (ici entre 1815 et 1839) formait une union personnelle avec le Royaume uni des Pays-Bas de Guillaume Ier d'Ornage-Nassau.

- 1815 : Deuxième partition du territoire avec la création du Grand-duché de Luxembourg, octroyé à titre privé à la maison d'Orange-Nassau et dont le premier grand-duc de Luxembourg est Guillaume Ier, qui concèdera 2 280 km2 peuplés d'environ 50 000 habitants à la Prusse.
- 1830 : annexion par la Belgique tout juste indépendante du Royaume uni des Pays-Bas et période de la question luxembourgeoise jusqu'en 1839
- 1839 : scission du Grand-duché de Luxembourg par le traité des XXVII articles : la partie occidentale, la plus grande, est cédée à la Belgique et devient la neuvième province du royaume : province de Luxembourg.
- 1890 : Fin de l'union personnelle avec les Pays-Bas après la mort de Guillaume III des Pays-Bas sans héritier mâle, début du Luxembourg actuel.
- 1914 : Invasion du Luxembourg par l'Allemagne au début de la Première Guerre mondiale. Le pays reste occupé jusqu'en 1918.
- 1940 : Invasion du Luxembourg par l'Allemagne lors de la Seconde Guerre mondiale. Le pays est annexé jusqu'en 1945.
- 1949 : Le Kammerwald et la localité de Roth-sur-Our sont octroyés au Luxembourg par le décret du 23 avril 1949 du gouvernement militaire français en guise de compensation pour les pertes subies lors de la Seconde Guerre mondiale et dans le cadre de l'occupation de l'Allemagne après la Seconde Guerre mondiale.
- 1959 : Aux termes de l'accord germano-luxembourgeois du 11 juillet 1959, le Luxembourg renonce officiellement aux territoires octroyés en 1949[1].

## Menaçes territoriales

Le plan de partage de la Belgique de 1830 aurait octoyé le Grand-duché de Luxembourg à la Prusse s'il avait été accepté par la conférence de Londres.

Le Luxembourg eut à subir plusieurs menaçes territoriales de la part de ses voisins depuis sa création au titre de Grand-duché par le congrès de Vienne en 1815.

### Allemagne
Le Luxembourg fut étroitement lié à la Prusse, ancêtre de l'Allemagne actuelle, en adhérant, entre autres, à la Confédération germanique et au Zollverein. Il est séparé de cette nation par le condominium germano-luxembourgeois depuis le traité d'Aix-la-Chapelle de 1816. Lors de la conférence de Londres qui se réunit dès 1830 pour discuter des suites à donner à la guerre belgo-néerlandaise, un plan de partage du Royaume uni des Pays-Bas fut propsoé par les Français et aurait ocroyé le Grand-duché de Luxembourg (et tous les territoires à l'ouest de la Meuse) à la Prusse. Ce plan fut toutefois refusé par les grandes puissances européennes.
Le Luxembourg fut occupé par l'Allemagne lors des deux conflits mondiaux :
- Première guerre mondiale : occupation de 1914 à 1918
- Deuxième guerre mondiale : occupation de 1940 à 1945.

En guise de compensation pour les pertes encourues lors de cette dernière, le gouvernement luxembourgeois formula le souhait de repousser la frontière entre l'Allemagne et le Luxembourg de 5 à 10 km aux dépens de l’Allemagne. Cela se fit par la parution d'un mémorandum le 27 novembre 1946, mais ceci fut refusé par les trois grands vainqueurs qu'était les États-Unis, la Grande-Bretagne et l'Union Soviétique. Toutefois, le décret du 23 avril 1949 du gouvernement militaire français octroya le Kammerwald et la localité de Roth-sur-Our au Luxembourg. Ce territoire d'une superficie de 547 ha situé à proximité de Vianden fut rendu à l'Allemagne lors de l'accord germano-luxembourgeois du 11 juillet 1959.

### Belgique

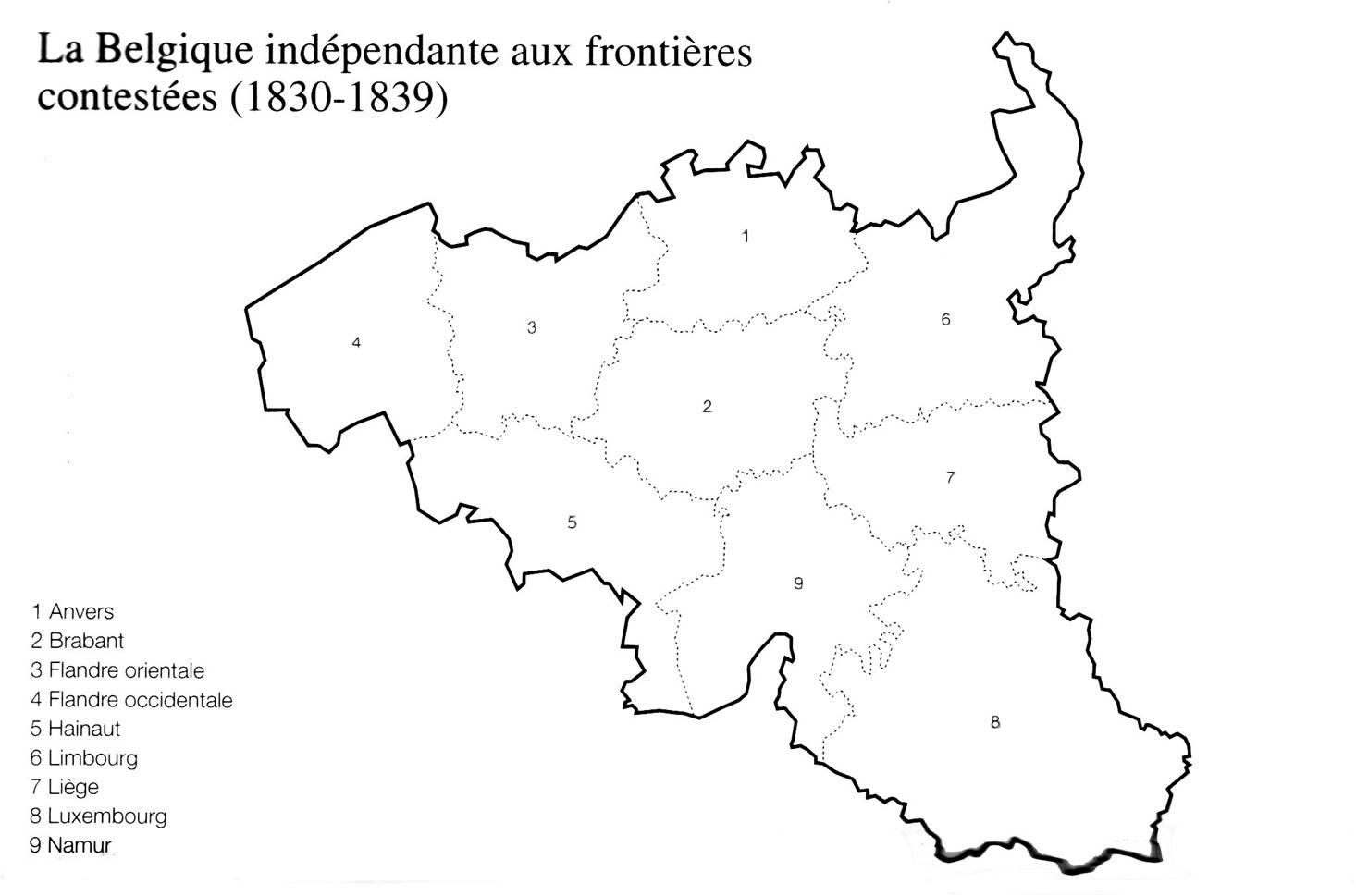
Les frontières de la Belgique après sa déclaration d'indépendance incluaient le Grand-duché de Luxembourg pendant la période de la « question du Luxembourg ».

Lors de la déclaration de l'indépendance de la Belgique, celle-ci annexa unilatéralement le Grand-duché de Luxembourg dès le 16 octobre 1830, créant dès lors la situation de la « question du Luxembourg ». Elle administra le territoire jusqu'à la scission de 1839 en nommant, par exemple, un gouverneur de la province de Luxembourg qui officiait depuis le nouveau chef-lieu, Arlon, en parallèle au gouverneur du Luxembourg, toujours en place à Luxembourg-ville où demeurait un mouvement orangisem fidèle à Guillaume Ier.
Le protocole n°24 de la conférence de Londres en date du 21 mai 1831 envisagea le rachat du Luxembourg par la Belgique selon ces termes : 

« (...) Que l’adhésion du Congrès Belge aux bases de séparation de la Belgique d’avec la Hollande serait essentiellement facilitée si les cinq Cours consentaient à appuyer la Belgique dans son désir d’obtenir, à titre onéreux, l’acquisition de Grand-duché de Luxembourg. »

Il fallut attendre le traité des XXIV articles du 19 avril 1839 pour rendre officiellement la partie orientale du Luxembourg à la maison d'Orange-Nassau et le traité de Maastricht du 8 aout 1843 pour délimiter officiellement la frontière entre la Belgique et le Luxembourg.

### France
La politique expansionniste du Second Empire de Napoléon III conduit la France à vouloir annexer le Grand-duché de Luxembourg après la disclocation de la confédération germanique en 1866, ce qui fut refusé par les autres puissances européennes réunie lors de la conférence de Londres. Cela mena à la crise luxembourgeoise de 1867 qui fut un prélude à la guerre franco-prussienne de 1870.

### Pays-Bas
Dès 1815, à l'époque du Royaume uni des Pays-Bas, avec lequel le Grand-duché de Luxembourg formait une union personnelle au travers de son souverain, Guilaume Ier, qui était à la fois grand-duc de Luxembourg et roi des Pays-Bas, celui-ci intégrait petit à petit son grand-duché en tant que dix-huitième province de son royaume. Par exemple en lui accordant quatre députés à la seconde Chambre des États généraux de La Haye, mais aussi en imposant au Luxembourg de rembourser une partie de la dette publique néerlandaise pour laquelle il n'avait aucune responsabilité historique. Cela mena, entre autres, le peuple luxembourgeois à se joindre à la Révolution belge de 1830 contre le régime « hollandais ».